# OsmAnd
OsmAnd es una aplicación móvil de código abierto para visualizar mapas y utilizar un servicio de navegación, ambos fuera de línea (offline). Utiliza la base de datos cartográfica de OpenStreetMap (OSM) para los mapas principales. El desarrollo de este proyecto se está trabajando en Google Code y está disponible bajo la licencia GPLv3. La aplicación está disponible en Google Play en dos versiones, una versión gratuita OsmAnd y otra versión de pago OsmAnd+.

## Características
OsmAnd (OpenStreetMap Automated Navigation Directions) es una aplicación para visualizar mapas que ofrece una funcionalidad de navegación, dando acceso libre a todo el mundo accediendo a los mapas de alta calidad alojados en la base de datos de OpenStreetMap (OSM). Todos los datos de los mapas se pueden almacenar en la tarjeta de memoria del dispositivo para su uso sin conexión. Accediendo a la antena GPS del dispositivo, OsmAnd ofrece sistema de navegación guiado por voz, para rutas en coche, bicicleta o sendas peatonales. Todas las funcionalidades que ofrece funcionan tanto con o sin conexión a Internet.
Algunas de las características principales:

### Navegación
- Funciona con o sin conexión (sin costes de roaming).
- Instrucciones de voz paso a paso (voces grabadas y sintetizadas).
- Orientación opcional de carril, visualización del nombre de la calle y hora prevista de llegada.
- Recalculado de ruta automático.
- Búsqueda de lugares por dirección, tipo (restaurante, hotel, gasolinera, hospital,...) o por coordenadas geográficas.

### Visualizando el mapa
- Visualizar la posición y orientación en el mapa.
- Alinear opcionalmente el mapa de acuerdo con la brújula o la dirección de movimiento del dispositivo.
- Posibilidad de guardar lugares como favoritos.
- Mostrar puntos de interés.
- Visualizar el mapa con la vista de satélite (desde Bing).

### Wikipedia y OpenStreetMap
- Mapas globales de OpenStreetMap, disponibles por país o área.
- Puntos de interés de Wikipedia, POI, en sus siglas inglesas (no disponible en la versión gratuita disponible en Google Play).
- Descarga ilimitada desde la aplicación (límite de descarga a 10 archivos en la versión gratuita de Google Play).
- Actualizaciones de mapas hasta la fecha (1-2 actualizaciones por mes).
- Posibilidad de seleccionar mapas completos o solo la red de carreteras (Ejemplo: Japón entero ocupa 700 MB, pero solo la red de carreteras ocupa 200 MB).
- Posibilidad de seleccionar mapas nacionales completos o solo de ciertas regiones (solo disponible para algunos países).

### Características de seguridad
- Vista opcional automatizada día-noche.
- Aviso de límite de velocidad opcional, con notificación si se supera.
- Compartir ubicación.

### Rutas en bici y sendas peatonales
- Los mapas incluyen rutas a pie, senderismo y rutas para bicicletas, ideal para actividades al aire libre.
- Modos de visualización especiales para rutas en bicicleta y sendas peatonales.
- Paradas de transporte públicas (metro, bus, tranvía,...), incluidos los nombres de las paradas.
- Velocidad de trayecto y altitud.
- Visualización de curvas de nivel y sombreado de colinas (Plugin adicional).

### Contribuye directamente con OpenStreetMap
- Informe de fallos en el mapa.
- Subir rutas GPX directamente desde la aplicación.
- Añadir POIs y subirlos más tarde a OSM.
- Grabación de viaje opcional en segundo plano (mientas el dispositivo está en espera).

OsmAnd es de código abierto y se está actualmente en desarrollo. Todo el mundo puede contribuir a la aplicación, informando sobre fallos, mejorando las traducciones, o programando las nuevas características.

## Uso fuera de línea
A diferencia de muchas otras aplicaciones desarrolladas en torno al uso de datos provenientes de OSM, los cuales requieren una conexión a Internet para descargar los mapas desde los servidores, OsmAnd permite la navegación sin conexión a Internet. Para ello se han de descargar previamente desde la propia aplicación la cartografía de la región o regiones deseadas.

## Colaboraciones
- Pavol Zibrita. Mantiene el servidor de OsmAnd, así como la web y el repositorio de descargas. Implementa nuevas funcionalidades, corrige errores y lleva la lista general de correo.
- Stefan Radev. Diseño de interfaz de usuario y símbolos (Logos UI y UX diseño para las versiones de la aplicación de 0.7-1.1.2). Desarrolla una estrategia de producto basada en la funcionalidad, la posición de mercado y la publicidad.
- Hardy Müller. Partes principales del proyecto. Representación, diseño de interacción IU.
- Alena Fedasenka. Desarrollador de Java.

## Análisis y Tutoriales
- Softonic
- artutogoga

- Datos: Q3087512
- Multimedia: OsmAnd / Q3087512